# Kamýšek
Kamýšek (Scirpoides) je rod jednoděložných rostlin z čeledi šáchorovité. (Cyperaceae). Někteří autoři řadili druhy rodu kamýšek (Scirpoides) do rodu skřípina v širším pojetí (Scirpus s.l.). Také bylo někdy používáno rodové jméno Holoschoenus Link.

## Popis
Jedná se o vytrvalé, většinou trsnaté byliny s krátkými oddenky. Jsou jednodomé, s oboupohlavnými květy. Lodyhy jsou oblé. Listy jsou jen na bázi, zpravidla redukované na listové pochvy, nanejvýš nejvyšší pochvy mají vyvinuty čepele, fotosyntetickou funkci přebírá hlavně stonek. Květy jsou v květenstvích, v kláscích. Klásky skládají kružel, jsou nahloučeny do nápadných kulovitých hlávek na stopkách různé délky. Pod květenstvím je listen, který napodobuje pokračování stonku, proto se květenství může jevit jako boční, ačkoliv je vrcholové. Květy vyrůstají z paždí plev. Okvětí chybí. Tyčinky jsou 3, jsou volné. Gyneceum je složeno většinou ze 3 plodolistů, je synkarpní, blizny většinou 3, semeník je svrchní. Plodem je nažka, která převážně trojhranná.

## Rozšíření ve světě
Jsou známy asi 3 druhy , které jsou rozšířeny v Evropě, západní Asii, v Africe a asi i v Austrálii.

## Rozšíření v Česku
V ČR roste pouze jediný druh, kamýšek obecný (Scirpoides holoschoenus, syn.: Holoschoenus romanus). Najdeme ho na slatinách a píscích v Polabí a na jižní Moravě. Dnes patří k silně ohroženým rostlinám (C2) v ČR. V rámci celého areálu je to velmi variabilní druh, je rozlišováno více poddruhů.